# Manuel Luís Figueiredo
Manuel Luis Figueiredo (1861-1927) foi um operário gráfico e político português, membro do Partido Socialista Português, participante enquanto representante dos trabalhadores portugueses de um dos dois Congressos Socialistas Internacionais da Associação Internacional dos Trabalhadores realizados em Paris em 1889, que entre outras coisas, oficializaram o 1º de Maio como Dia Internacional do Trabalhador e criaram a Segunda Internacional por proposta de Friedrich Engels.
Representava dentro do Partido Socialista Português a tendência economicista e reformista, por oposição à ala marxista e revolucionária representada por Azedo Gneco.
Foi fundador e diretor efetivo do jornal O Trabalho, de Setúbal, e dirigente da Associação dos Trabalhadores na Região Portuguesa, uma primeira tentativa de central sindical fundada em 1873.